# Мідіно (присілок)
Мідіно (рос. Мидино) — присілок у Себезькому районі Псковської області Російської Федерації.
Населення становить 13 осіб. Входить до складу муніципального утворення Себезьке муніципальне утворення.

## Історія
Від 2015 року входить до складу муніципального утворення Себезьке муніципальне утворення.

## Населення
| 2001 | 2002 | 2010 |
| ---- | ---- | ---- |
| 13   | ↗15  | ↘13  |